# پل

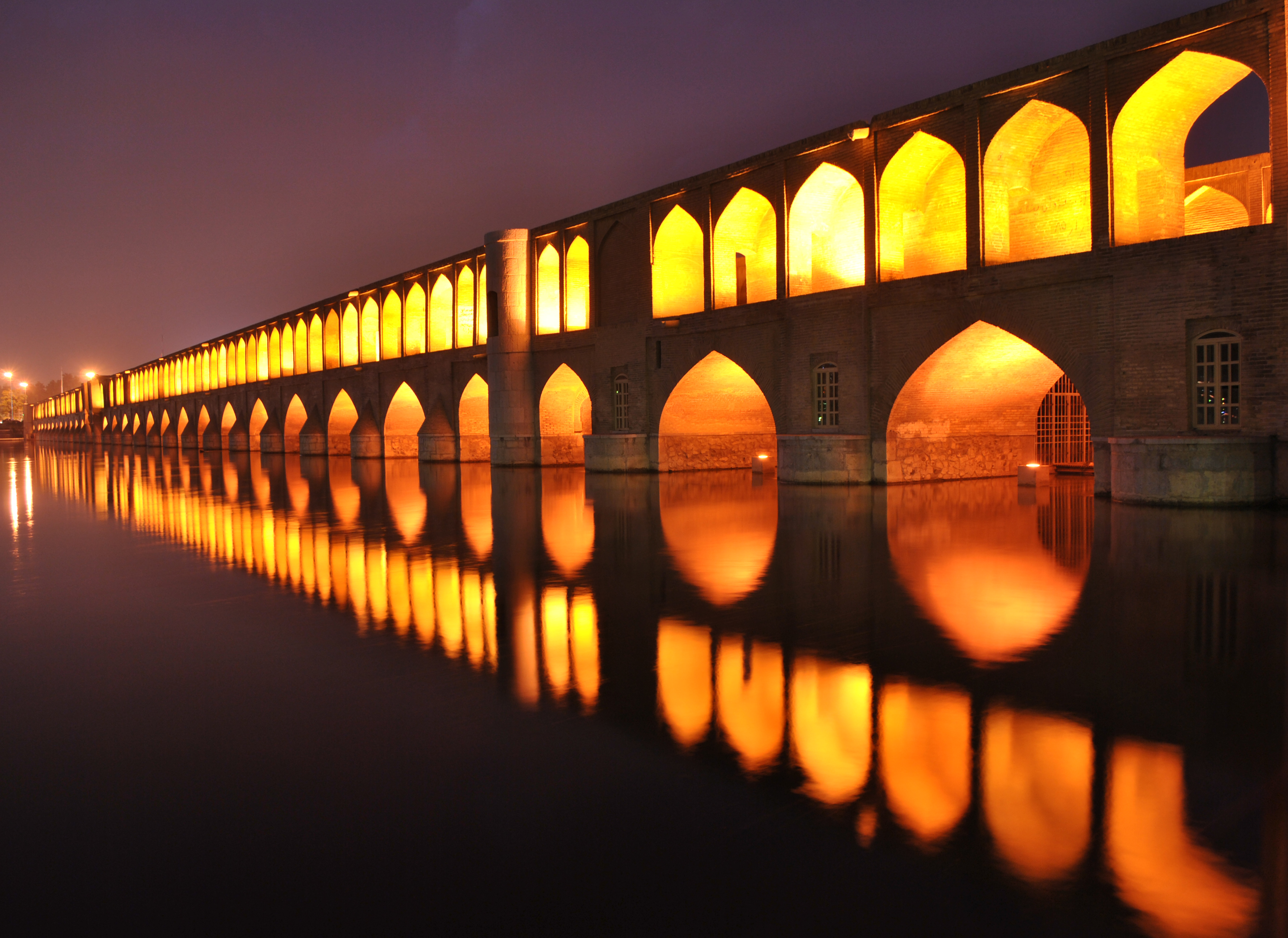
سی‌وسه‌پل اصفهان.

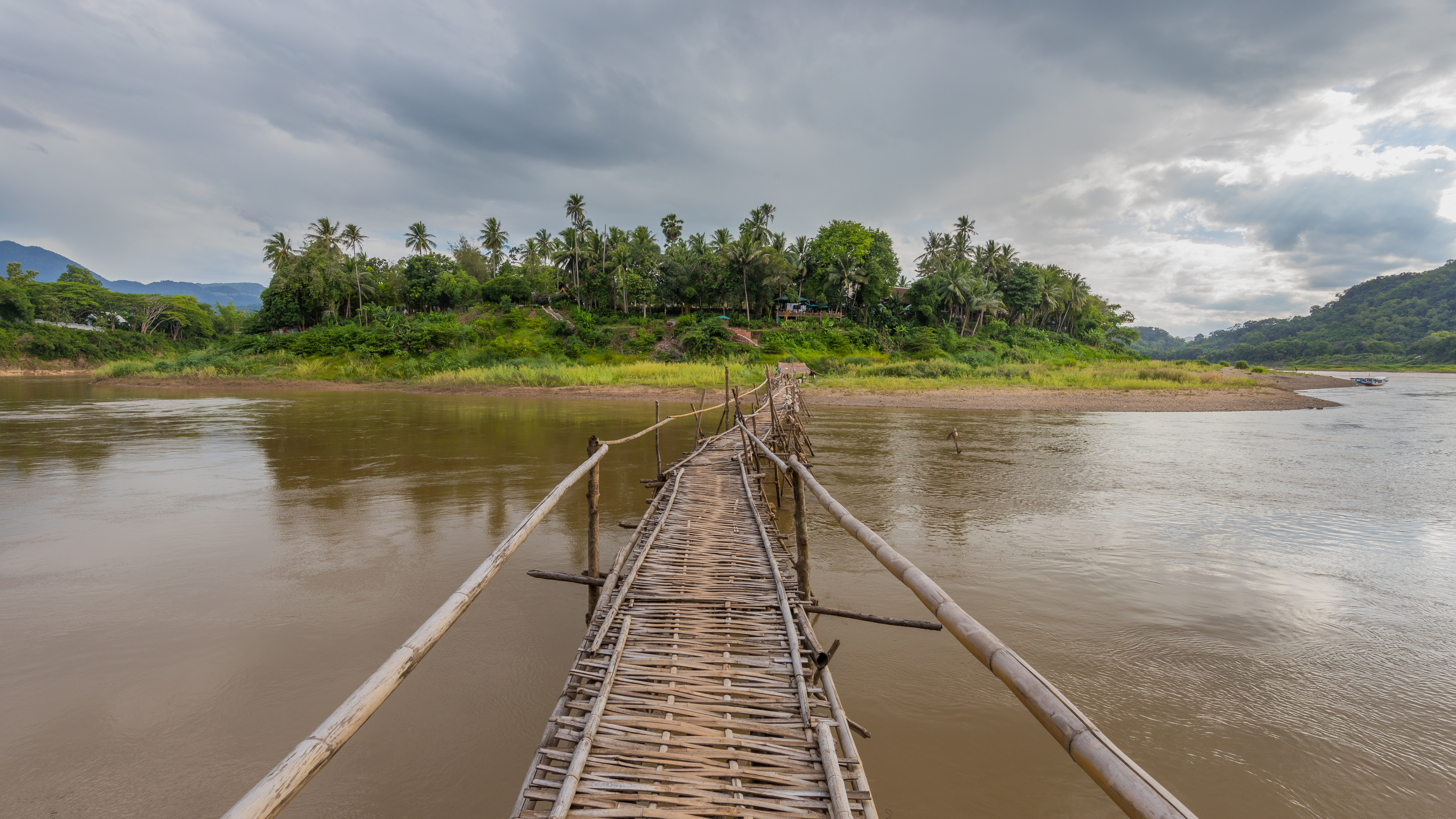
یک پُل چوبی در رود نام خان در لائوس.

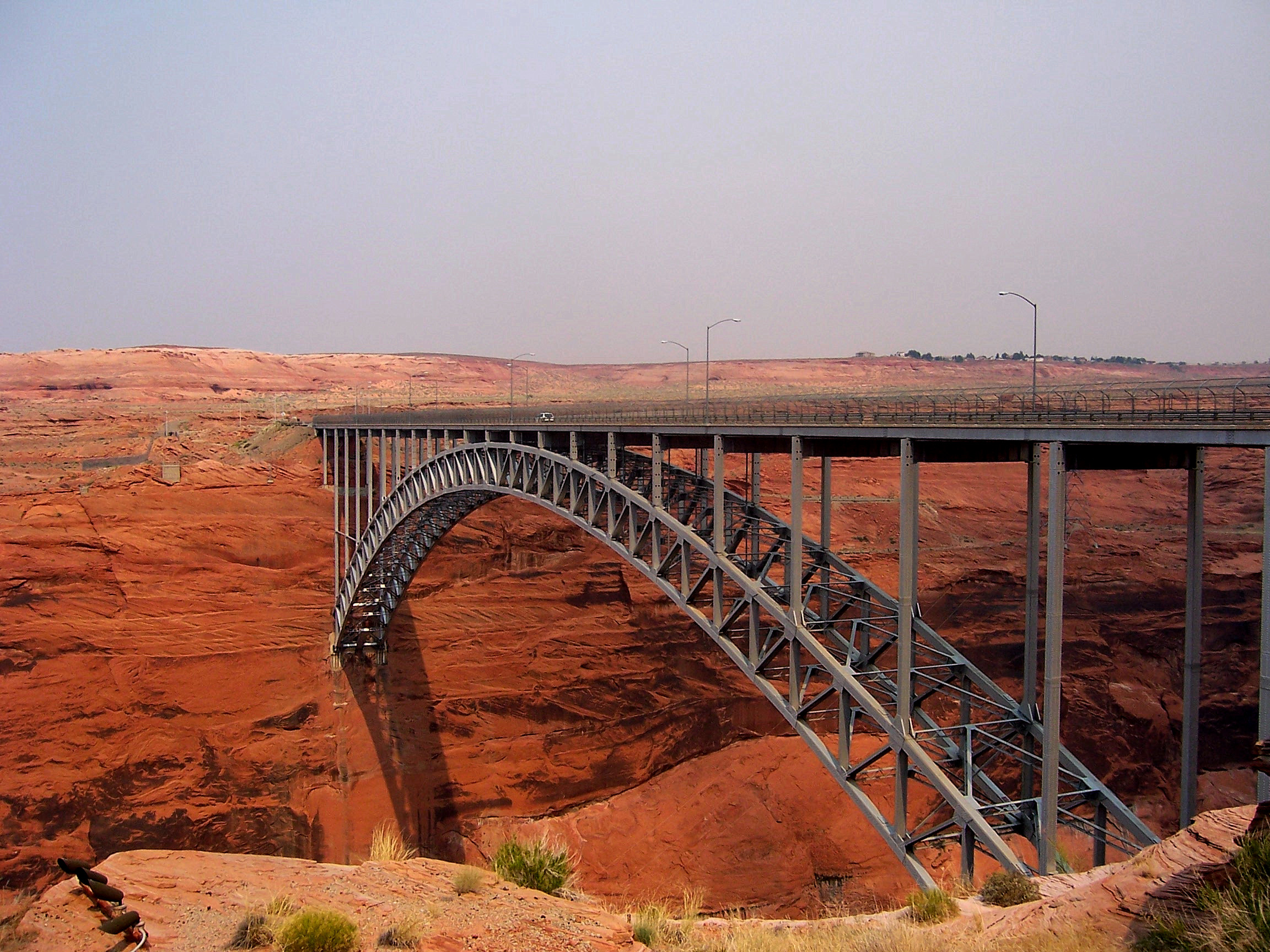
پل گلن کنیون در ایالت آریزونای آمریکا

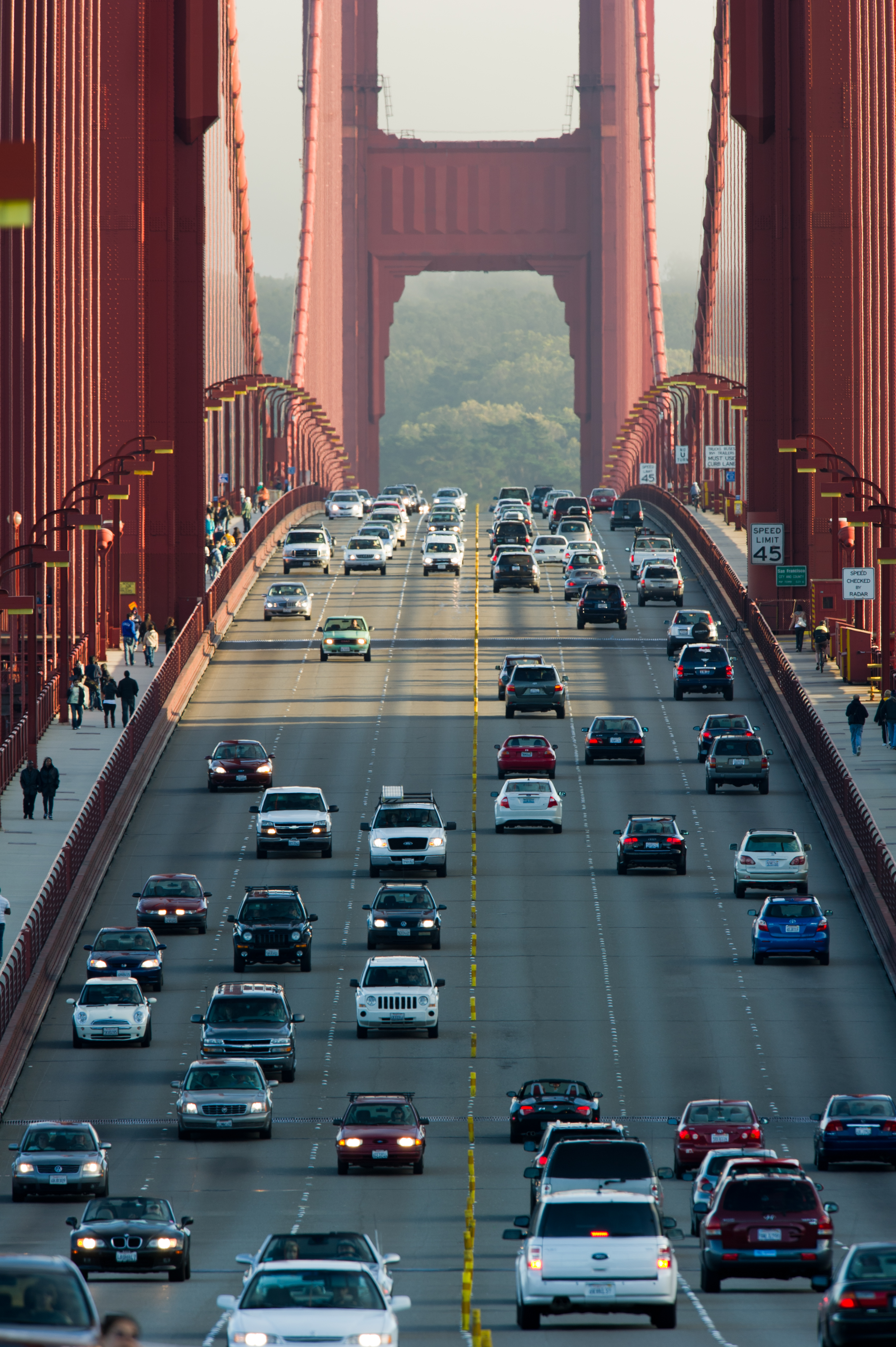
پل معلق گُلدِن گیت، شهر سانفرانسیسکو را به شمال ایالت کالیفرنیا وصل می‌کند.

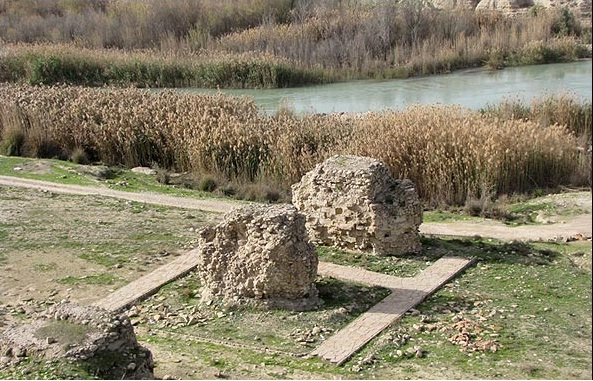
پایه‌های پل باستانی ارگان (ارجان) بهبهان

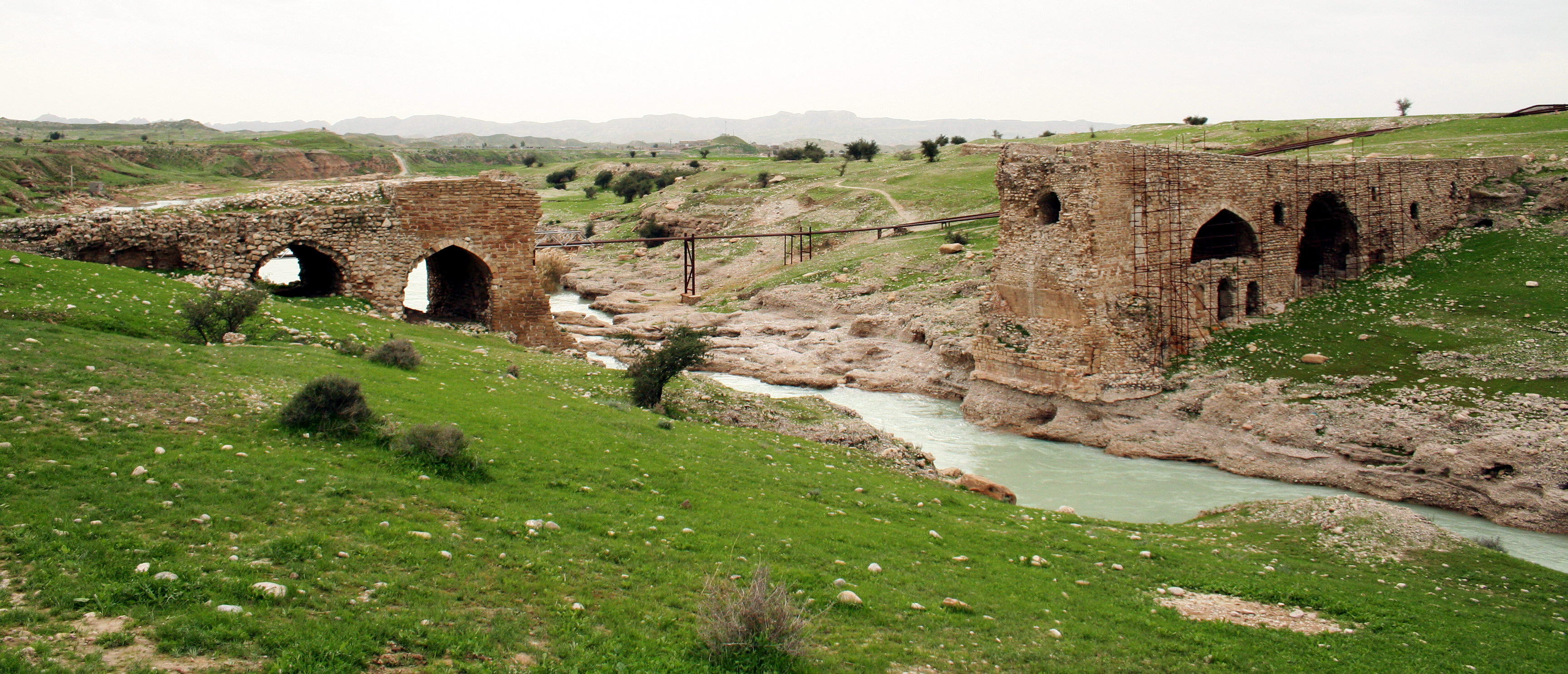
پل دوره ساسانی، بهبهان

پل آلبرت یک پل جاده ای بر روی رودخانه تیمز است که چلسی را در مرکز لندن در کرانه شمالی به بترسی در جنوب متصل می‌کند. این پل توسط رولند میسون اوردیش در سال ۱۸۷۳ به‌عنوان پل کابلی اصلاح‌شده با سیستم اوردیش-لوفور طراحی و ساخته شد، از نظر ساختاری دارای مشکل بود، بنابراین بین سال‌های ۱۸۸۴ و ۱۸۸۷ سرجوزف بزلجت برخی از عناصر طراحی یک پل معلق را در آن به کار گرفت. در سال ۱۹۷۳ شورای لندن بزرگ دوپایه بتنی به پل اضافه کرد که دهانه مرکزی را به یک پل تیر ساده تبدیل کرد. در نتیجه، امروزه این پل ترکیبی غیرعادی از سه سبک طراحی متفاوت است. این یک ساختمان ثبت شده در میراث انگلستان درجه ۲ فهرست‌شده است.

پُل، سازه‌ای است که دو مکان را به هم متصل می‌کند. در تعریف قدیمی، پل طاقی است بر روی رودخانه، دره، یا هر نوع گذرگاه که رفت‌وآمد را ممکن می‌سازد. اما امروزه در مبحث مدیریت شهری، پل را سازه‌ای برای عبور از موانع فیزیکی قلمداد می‌کنند تا ضمن استفاده از فضا (نه صرفاً سطح زمین) بتواند عبورومرور و دسترسی به اماکن را تسهیل کند. عمر مفید پل‌ها بسته به مکان و مواد مورد استفاده ممکن است بین ۳۰ تا ۸۰ سال باشد. اما با نگهداری و بهسازی مناسب ممکن است عمرشان تا صدها سال ادامه پیدا کند.

## انواع پل‌ها
- پل فلزی
- پل طره‌ای
- پل کابلی
- پل خرپایی
- پل معلق

## پل مسطح
ساده‌ترین نوع پل است که اجزای اصلی آن عبارتند از یک ورقهٔ مسطح و پایه‌هایی است که در طول پل مستقر شده‌اند و وزن پل و بار روی پل را به زمین منتقل می‌کنند. این پل‌ها به علت طراحی ساده و اولیه‌ای که دارند و مصالح کمی که در فواصل کوتاه لازم دارند به تعداد زیاد در روستاها مورد بهره‌برداری قرار می‌گیرند.

## پل قوسی
پل قوسی، پلی است با تکیه گاه‌های انتهائی در هر طرف، که شکلی نیم دایره مانند دارد. پلی که از رشته‌ای از قوسها تشکیل شده باشد، پل دره‌ای نامیده می‌شود. پل قوسی ابتدا توسط یونانی‌ها و از سنگ ساخته شد. بعدها، مردم باستان از ملات در پل‌های قوسی خود استفاده کردند.
با توجه به اصول مقاومت مصالح، شعاع قوس و ابعاد این پلها را طوری انتخاب می‌کنند که بارهای قائم وارده تبدیل به یک نیروی فشاری در امتداد قوس شود. بنا براین در مناطقی با کیفیت خاک مناسب، می‌توان دهانه‌های بزرگ (تا حدود ۵۰۰ متر) را با پلهای قوسی طی نمود.

## پل‌های تشریفاتی

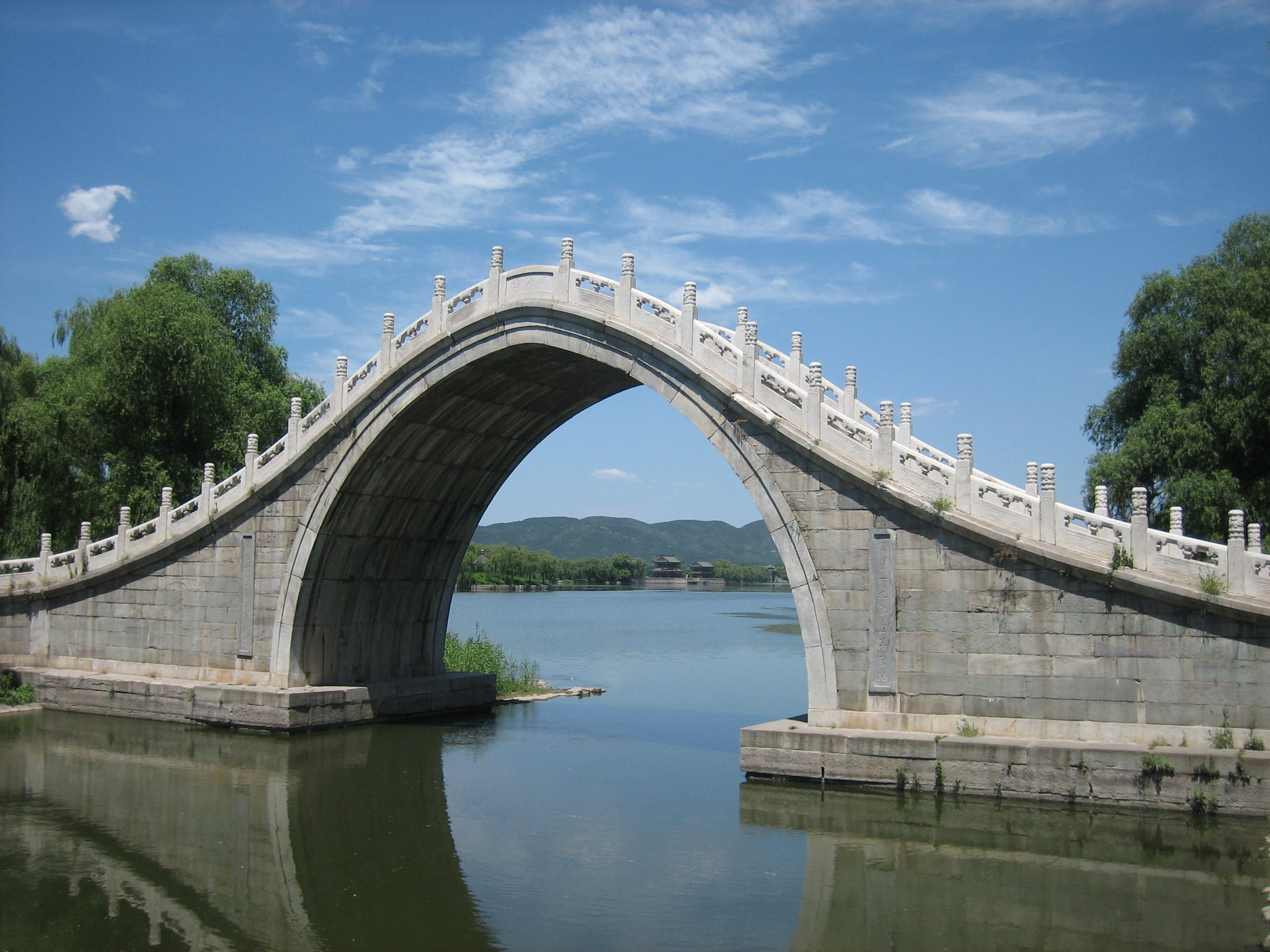
یک پل تشریفاتی

جهت زیباتر شدن، بعضی پلها با ارتفاع بیشتر از حد نیاز ساخته می‌شوند. این نوع پل که بیشتر در باغهای نمادین موجود در شرق آسیا ساخته شده‌است، پل ماه(Moon Bridge)نیز خوانده می‌شود (از آنجایی که این نوع پل یادآور چگونگی حرکت ماه در آسمان است). بعضی این پل‌های موجود در این باغها ممکن است فقط روی یک سری بستر رودهای خشک که جربان آب سنگ ریزه‌های ته رود را شسته‌است گذر کنند. در قصرها اغلب این پلها بر روی آبراه‌های مصنوعی به عنوان سمبل یک مسیر خاص به یک مکان خیلی مهم یا یک مکان خیالی و فرضی ساخته شده‌اند. برای نمونه پنج پل در شهر ممنوعه در پکن (پایتخت چین) بر روی یک سری آبراه پر پیج و خم ساخته شده‌اند که پل مرکزی تنها جهت عبور امپراتور، همسر امپراتور و فرزندانشان بوده‌است.

## پل کابلی

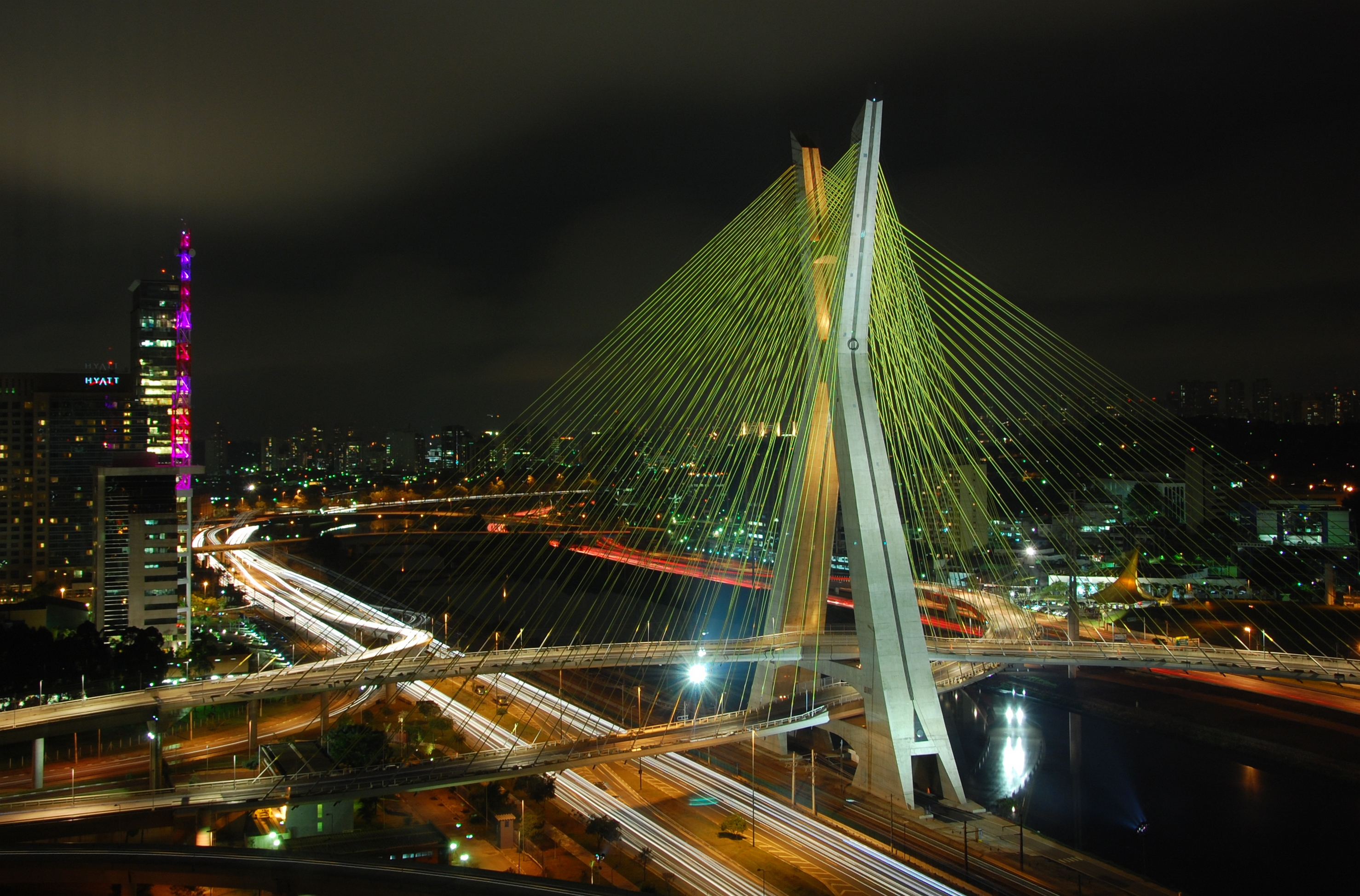
یک پل کابلی در شهر سائو پائولو، برزیل.

پل کابلی، نوعی پُل است که عرشه پل توسط کابلهایی به برج‌های پل وصل شده و نیروهای آن را تحمل می‌کنند.

## پل‌های کهن

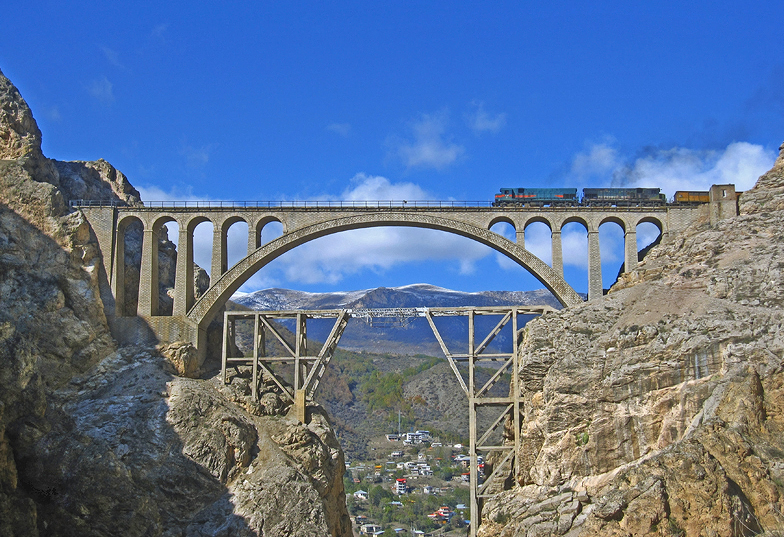
پل وِرِسک از بزرگ‌ترین پل‌های راه‌آهن سراسری ایران است که در ارتفاعات روستای ورسک در شهرستان سواد کوه در استان مازندران قرار دارد. در پایان جنگ جهانی دوم، این پل را به دلیل اهمیتی که در جلوگیری از شکست اتحاد جماهیر شوروی از قوای آلمان نازی ایفا کرد، «پل پیروزی» لقب دادند.

از پلهای کهن در ایران بخشهای اندکی به جا مانده‌است. اصطخری در کتاب خود از پلی نزدیک ارگان (ارجان یا ارقان) در نزدیکی بهبهان یاد می‌کند. در گذشته آنجا شهری بزرگ بوده که امروز چیزی از آن باقی نمانده‌است و شهر بهبهان امروزی جای آن ساخته شده‌است. کنار شهر کهن پلی بوده با دهانه‌ای پهن و بلندی آن به اندازه‌ای بوده که یک سوار بلند بالا روی شتر با نیزه‌ای در دست می‌توانسته از زیر آن بگذرد.
در فیروز آباد به سوی هزارپیچ در مسیر کوار پلی وجود داشت که تا این اواخر پابرجا بود ولی در کشمکش‌هایی که میان دولت و قشقایی‌ها پیش آمد ویران شد. امروزه هنوز آثاری از آن پل سنگی را می‌توان دید. چند دهانه از آن در پیش از اسلام ساخته شده که هنوز کمابیش برجاست. این پل زمان آل بویه بازسازی شده بود، بدین صورت که دهانه بزرگ آن به چند چشمه پخش شده تا کوچکتر شوند که این چشمه‌ها ویران شده‌است. آنچه باقی مانده‌است نشان از پیشرفت در پل‌سازی ایرانیان است.
یکی از پل‌های کهن پل چهارباب در خرم‌آباد است. بیشتر این پلها در سده سوم وچهارم میلادی ساخته شده‌اند. سپس چشمه‌های آن‌ها را در سده چهارم و پنجم و ششم هجری بازسازی کرده‌اند و گاه شکل آن‌ها نیز دگرگون شده‌است. و لب پایه‌ها همان پایه‌های نخستین بوده‌است .

یکی دیگر از پلهای کهن روی رود کشکان نزدیک خرم‌آباد است که جاده مهمی از روی آن می‌گذشته‌است. این پل را نجم الدین پسر بدرالدین از فرمانروایان شیعی کرد ساخته‌است که هم‌زمان با آل بویه در غرب ایران فرمان‌روایی می‌کرده‌اند. پلهای دیگری نیز نزدیک خرم‌آباد یافت می‌شود که تنها پایه‌های آن‌ها به جا مانده‌است.
برخی پل‌های کهن را این‌گونه فرمانروایان بازسازی کرده‌اند. مانند پل شهرستان در اصفهان که ساختمان نخستین آن در سده ششم پیش از میلاد ساخته شده بود. سپس در سده دوم و سوم میلادی یک بار بازسازی شده و پس از اسلام هم پیوسته بازسازی می‌شده‌است. این پل چون دو بخش مهم اصفهان را به هم می‌پیوسته اهمیت فراوانی داشته‌است. در زمان کنونی هم که پل بازسازی شده از آن بهره‌گیری می‌شود. جالب است که پایه‌های آن به اندازه‌ای پایدار و استوار بوده که در هیچ زمانی نیاز به بازسازی آن پیش نیامده است.
یکی دیگر از پل‌های ارزشمند، «پلدختر» نام دارد که احتمال می‌رود متعلق به دوره ساسانیان باشد و برخی دلیل نام‌گذاری آن را به پل‌دختر را منتسب دانستن پل به نام ایزد بانو آناهیتا می‌دانند. این پل تاریخی در ورودی شهری به همین نام در جنوب استان لرستان قرار دارد و بنای آن در قرن چهارم هجری قمری مورد مرمت قرار گرفته‌است اما هم‌اکنون تنها یک دهانه از طاق‌های آن برجا مانده و جاده شماره ۳۷ از زیر آن عبور می‌کند. این پل بی تردید در مسیر ارتباطی بین شهرهای شاپورخواست و جندی شاپور قرار داشته و از اهمیت راهبردی برخوردار بوده‌است. ارتفاع تنها طاق برجای مانده پل ۱۸ متر از سطح آسفالت جاده و ۳۰ متر از آب رودخانه و عرض آن ۱۱٬۳۰ متر است. جهت پل شرقی، غربی و طول آن ۲۷۰ متر است. این اثر تاریخی به شماره ۱۶۷۸ در فهرست آثار ملی ایران به ثبت رسیده‌است.
همان گونه که گفته شد برخی از پلها روی بندها ساخته شده‌است. مانند بند امیر که همچون پلی است که دو سوی رودخانه را به هم می‌پیوندد. چند سد دیگر در دنباله بند امیر بوده که برخی از آن‌ها را پیش از اسلام و برخی را پس از اسلام ساخته‌اند و امروزه بیشتر دهانه‌های آن‌ها ویران شده‌اند.

## تحلیل سازه پل‌ها
در تحلیل این نوع سازه‌ها از ابزارهای ویژه‌ای مانند تکنولوژی مدل‌سازی اطلاعات ساختمان BIM استفاده می‌شود که هم باعث افزایش بهره‌وری شده و هم هزینه‌های ساخت را کاهش می‌دهد نمونه بارز آن پل کروسل که به عنوان یک پروژه بزرگ با موفقیت اجرا و به بهره‌برداری رسیده‌است.

## پل طبیعت
پل طبیعت یک پل پیاده در اراضی عباس‌آباد تهران و بر فراز اتوبان مدرس است. این پل سه طبقه که سازهٔ فولادی دارد به طول ۲۷۰ متر و به وسیلهٔ سه ستون درختی برپا شده‌است. پل طبیعت به واسطه کاربری «انسان‌گرا» که از پل‌های تاریخی اصفهان نظیر پل خواجو الهام گرفته‌است و همچنین معماری منحصربه‌فرد، موفق به دریافت جوایز معماری متعدد بین‌المللی شده‌است. جایزه آقاخان ۲۰۱۶ و جایزه آرکیتایزر A+ نمونه این جوایز است.